# Festetics–Baich-kastély (Szeleste)
A Festetics–Baich-kastély a Vas vármegyei Szelestén található. Ma kastélyszálló működik benne, mellette gazdag gyűjteményű arborétum húzódik. Műemlék, azonosítója 9359, törzsszáma 8943.  

## Története

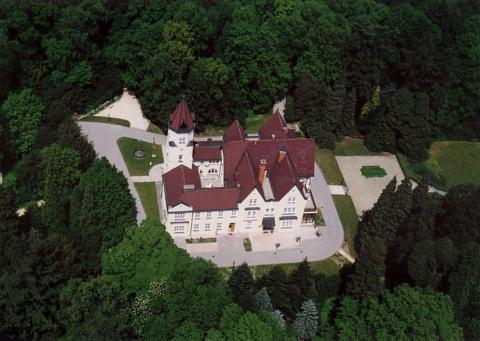
A kastély madártávlatból

A mai község 1945-ben jött létre Alsószeleste és Felsőszeleste egyesülésével A 13. században még Magyarszeleste és Németszeleste volt a nevük és a Ják nemzetség birtokolta őket; tőlük származott a Szelestey család. 1549-ben is ez a família volt az akkor már mai nevükön nevezett falvak földesura. A birtokot később szentgyörgyi Horváth János Vas vármegyei alispán szerezte meg, amikor feleségül vette Szelestey Annát. Halála után fia, Horváth József, majd miután 1732-ban meghalt az ő fia, Horváth Ferenc (mindketten vármegyei alispánok) örökölte az alsószelestei birtokrészt. A századfordulón Horváth Zsigmond Békés vármegyei főispán, tartományi biztos volt a tulajdonos; 1808-ban tőle örökölte fia, szentgyörgyi Horváth János, császári kamarás. János egy évvel később elkészítette egy - feltehetően klasszicista stílusú - kastély terveit, amely felépítése után legfiatalabb fiára, Horváth László Vas vármegyei alispánra hagyott. Ő az épületet 1855-ben angol neogótikus elemeket is tartalmazó romantikus stílusban átalakíttatta.
Az oromzatos kastély sarkára négyzetes alaprajzú, négyemeletes tornyot állított, melynek félköríves ablakai alá órákat helyeztek el. Egyik sarkán télikertet létesítettek, tetején terasszal. A világítóudvarba díszes kiképzésű öntöttvas nyomókutat állítottak be, amely ma is látható. Az alagsor és földszint helyiségeinek mennyezetei donga-, illetve fiókos dongaboltozatosak, az emeleten a szobák viszont síkmennyezetesek.
Horváth László, vélhetően nem kis részben a nagyszabású építkezés miatt, nagy adósságot halmozott fel, ezért 1865-ben a kastély ingóságait eladta feleségének, Vertu Laurence-nek, hogy hitelezői számára hozzáférhetetlenek legyenek. Ekkor részletes leltárt vettek fel, innen tudjuk, hogy a kék, a zöld, a vörös és a fekete szalon, valamint a többi fényűző kialakítású helyiség falain összesen 95
aranykeretes kép és tükör függött. 1871-ben Festetics Andor gróf megvásárolta az alsószelestei uradalmat, mert apjának dégi kastélyát bátyja, Festetics Pál örökölte. Pálnak nem születtek gyermekei, így 1924-es halála után a dégi birtok is Andorra szállt. Festetics Andor az első Wekerle-kormányban (1894-95), majd a Bánffy-kormányban földművelésügyi tárcát kapott.
A gróf 1872-ben a környező erdői fáinak felhasználásával kastélyparkot kezdett kialakíttatni, angol tájképi stílusban. A következő évben különböző növényeket hozatott a parkba a bécsi világkiállításról. A család műkincseinek és családi képtárának egy részét a kastélyban helyezték el. A rezidencia délnyugati szárnya eredetileg földszintes volt, 1898 után egy emeletet húztak fel rá.
Festetics Andor 1896 után állandó pénzzavarba került, 1901-ben csődeljárást kért maga ellen. 1910-ben eladta a szelestei birtokot báró Baich Mihálynak. A kereskedésből meggazdagodott Baichok 1882-ben
kaptak osztrák, 1891-ben pedig magyar bárói rangot a császártól. Baich Mihály 1913-ban költözött Alsószelestére és képzett botanikus lévén ideje és jövedelme nagy részét a park fejlesztésére fordította. Gyakorlatilag minden évben hozatott - főleg holland és német kertészetekből - növényújdonságokat. A báró 1914-ben két kertészházat emeltetett a parkban, 1927-re pedig teraszokat létesített a Felsőkertben. Ekkorra a park növényfajainak száma meghaladta a kétezret, főleg különféle fenyőfajokból és egyéb örökzöldekből volt szép gyűjteménye, de kialakítottak sziklakerteket is. Az 1920-as évek végén a báró jövedelmei megcsappantak, így 1931-ben a kiskastély és az uradalom vadászati jogának bérletét nyugat-európai vadászati lapokban meghirdette; a jogokat végül Juszuf Kemál egyiptomi alkirály nyerte el. 

### Az államosítás után

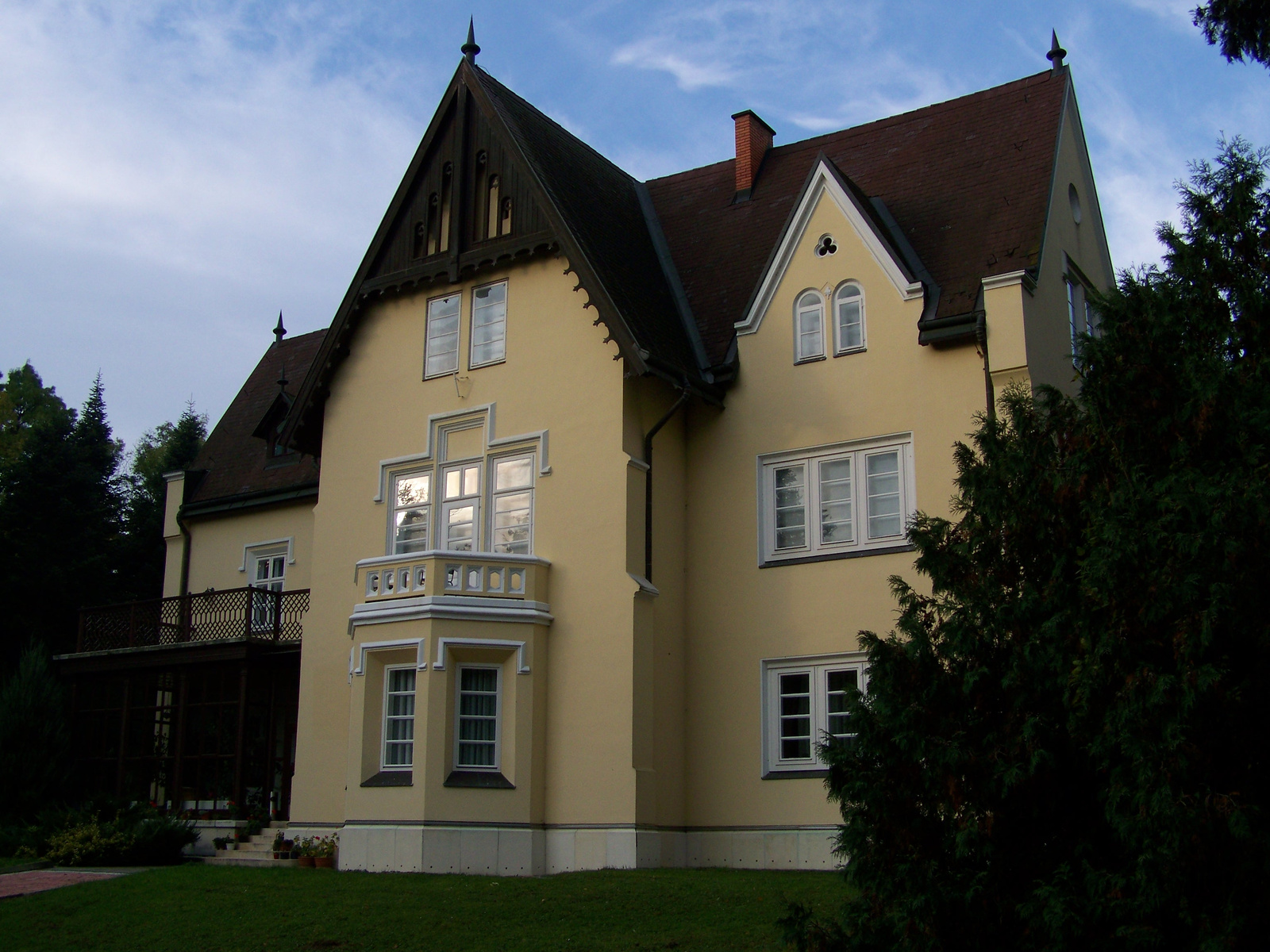

A báró beengedte szeretett parkjába a szelestei lakosokat, így amikor a második világháború után a birtokot államosították és az arborétumot négy gazda részére felparcellázták, azok nem nyúltak a növényekhez. Baich Mihálynak meghagyták a kiskastélyt és egy kisebb telket, amelyet a báró felajánlott a községnek. A kastélyba 1948-1951 között a Vallás- és Közoktatásügyi Minisztérium népfőiskoláját költöztették, 1952-ben a DISZ vezetőképző pártiskolája került ide. 1954-ben a kastély északi szárnyának nagy része leégett, de 1958-ban rendbehozatták a tetőt és a részben lakhatóvá tett kastélyba a szelestei erdészetet helyezték el. Az erdészet 1963-ban kiköltözött és az épület állaga romlani kezdett. 1978-ban Szeleste község kapta meg, a tanács azonban pénzhiány miatt le akarta bontani a kastélyt. A megsemmisüléstől a műemléké nyilvánítás mentette meg az egykori főnemesi rezidenciát. 1989-ben a Magyar Hitelbank vásárolta meg az épületet és megkezdték helyreállítását és egy kastélyszálló létesítését. Közben tulajdonosváltás is történt, az ABN-AMRO Bank folytatta a belső részek kialakítását és a szálló 2000-ben kezdhette meg működését. 

### A kastélypark
A kisajátítás után elhanyagolttá váló kastélyparkot az Országos Természetvédelmi Tanács 1952-ben védetté nyilvánította. 1969-től a Szombathelyi Kertészeti és Parképítő Vállalat tartotta fenn. 1972-ben, az alapítás százéves évfordulóján bejáratánál felállították az alapító és fejlesztők emlékoszlopát.
A 13,5 hektáros kastélypark két részből áll: az inkább fenyőkből és örökzöldekből álló Felsőkertből és az évelő növényeket tartalmazó Alsókertből. A kastély előtti részen lépcsőzetes kialakítású, teraszos franciakert található, a szabályos alakzatban elrendezett virágágyásokat szabályosra nyírt puszpángbokrok szegélyezik. A franciakertet angolpark veszi körbe, amely fokozatosan átmegy a környező erdőbe. A kastély és a felső kapu közötti út mentén ezüsthársak sorakoznak, a parkban pedig sziklakert, kövirózsa-gyűjtemény, fenyőgyűjtemény és cserjegyűjtemény is megtekinthető. Az arborétum 1992 óta a szelestei önkormányzat tulajdonában van.